# جزيرة رداغ
جزيرة رداغ تعرف جزيرة رداغ محليا باسم بولاو رداغ أو (رداغ). وهي واحدة من أكبر الجزر المقابلة للساحل الشرقي من ماليزيا. أيضاً هي واحدة من مجموع تسع جزر التي تشكل المارينا، وتوفر نشاطات الغطس والغوص. يمكن الوصول إليها عن طريق القوارب من منتجعات ميرانج أو كوالاتيرينجانو. كما يوجد أيضاً مطار في رداغ ولكنه صغير، وتتم إدارته بواسطة الأبراج الجوية (لمطار شانغي) في سنغافورة ومطار السلطان عبد العزيز في ماليزيا. أيضا تعتبر الجزيرة من أكثر الجزر التي تتواجد بها السلاحف البحرية. 
وقد تسبب الاستغلال الاقتصادي العشوائي لبيض السلاحف في السابق إلى مبيت السلاحف في أعشاشها في الجزيرة، وفي عام 1989، أبرمت حكومة تيرنجانو تعاونية تهدف إلى تطوير وإدارة البرامج الاجتماعية والاقتصادية من أجل تحسين معيشة السكان المحليين في جزيرة رداغ دون التعرض لمواردها الطبيعية. 
يتألف أرخبيل جزيرة رداغ من بولاو رداغ وبولاو ليما وبولاو باكو بيسار وبولاو باكو كيسيل وبولاو كيرينج كيسيل وبولاو كيرينج بيسار وبولاو إيكور تبو وبولاو بينانغ. وتعتبر جزيرة رداغ من أكبر الجزر في المارينا، وتبلغ مسافتها حوالي 6 كم إلى 7 كم، ويبلغ عمقها 359متر فوق سطح البحر. 
تم تأسيس حدود جزيرة رداغ مع المارينا عن طريق خط يربط جميع النقاط إلى 2 ميل بحري أي(3.7 كم) من شواطئ بولاو رداغ وبولاو ليما وبولاو إيكو تبو وبولاو بينانغ. أما الجزر الأخرى المجاورة لجزيرة بيرينهاتن بيسار وبولاو بيرنهاتن كيسيل وبولاو لانج تينغا، كل هذه الجزر تحمي المنتجعات والمتنزهات البحرية. أما اليوم فأكبر الجزر مثل رداغ ولانج تينغا وبيرنهاتن فلها مرافقها الخاصة ومنتجعاتها التي تخدم الزوار من شتى أنحاء العالم. أما إدارة المارينا فتنطوي على نظم الحماية الإيكولوجية البحرية والبرية الحساسة عن طريق التحكم في تأثير الأنشطة البشرية المختلفة، وتشمل النفايات وإدارة التلوث والمحافظة على الشعاب المرجانية والموائل الأرضية. 
وفي عام 2000 تم تصوير فيلم سمر هوليداي (العطلة الصيفية) في منتجع لاغونا رداغ، وخصص الآن متجرا لبيع الهديا في المنتجع.

## معرض الصور

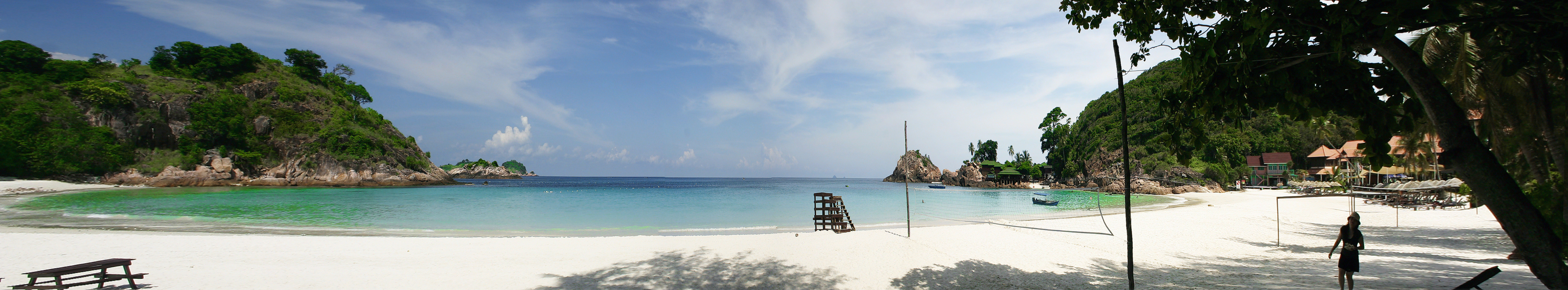
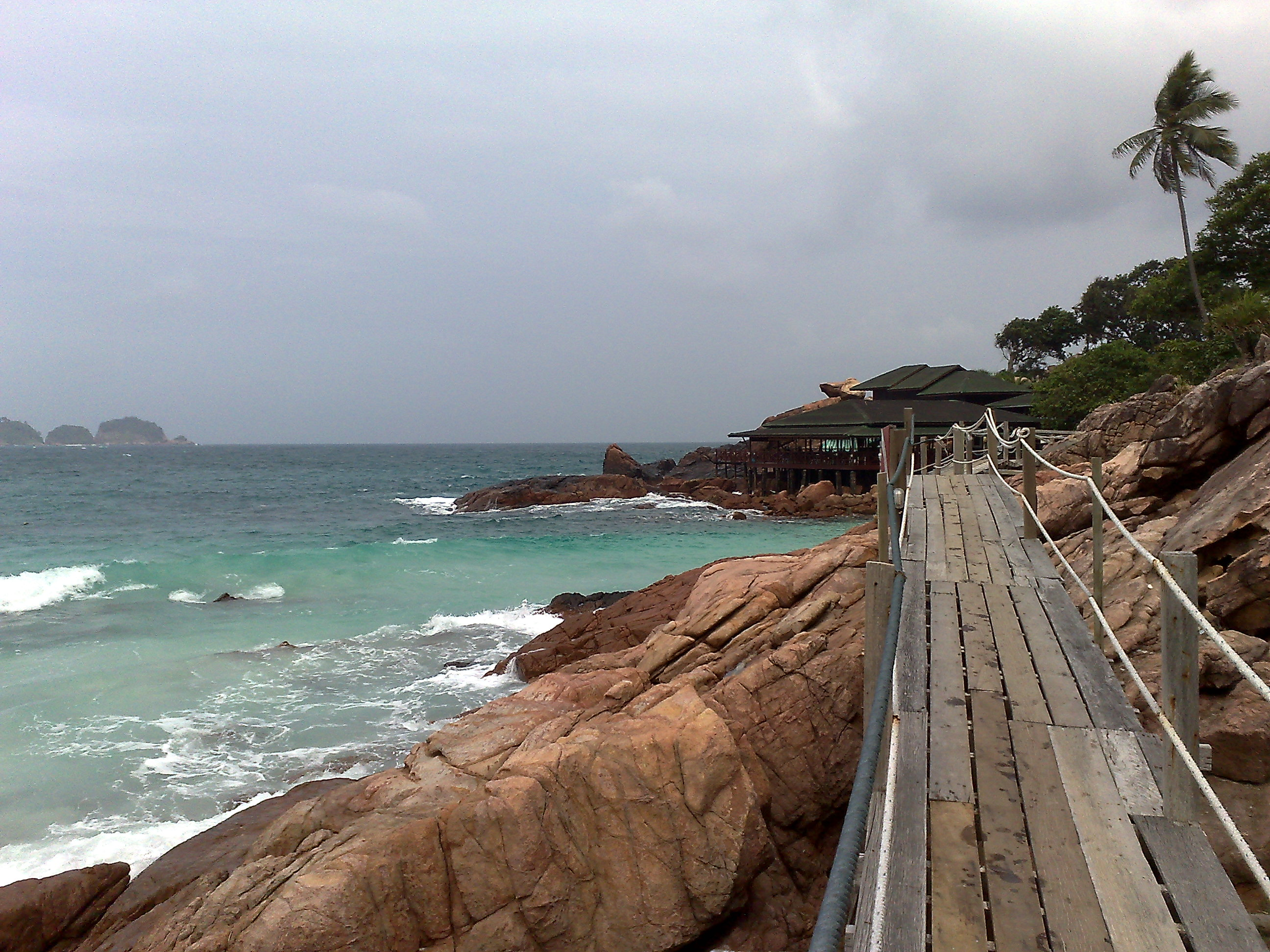
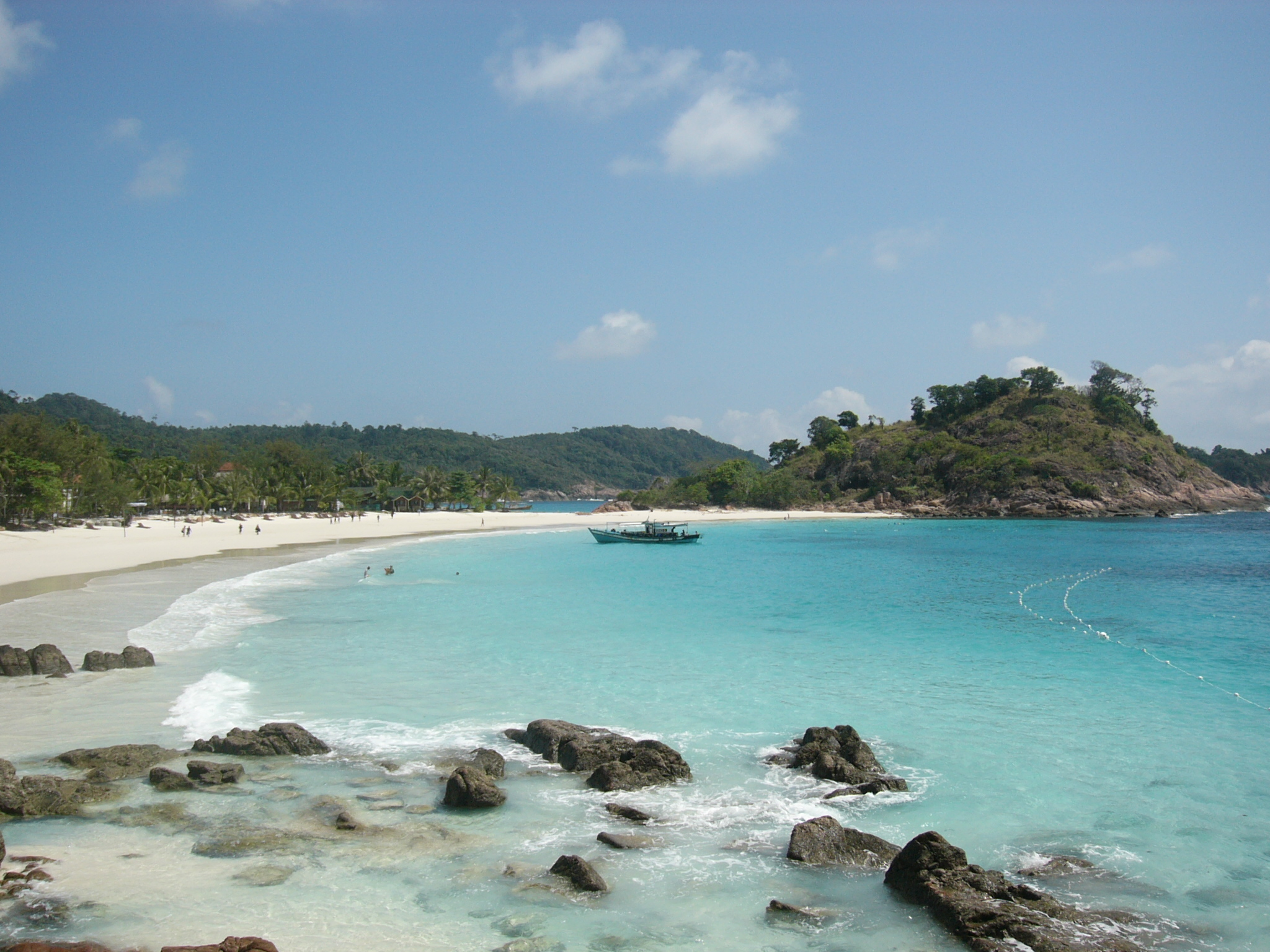

## وصلات خارجية
- SEATRU - A sea turtle project in Redang, Malaysia
- Tourism Malaysia - Pulau Redang